# Антиох XIII Дионис Каллиник
Антио́х XIII Диони́с Филопатор Каллиник известный также как Азиатский — царь Сирии в 88— 87 до н. э. и 68-67 до н. э. из рода Селевкидов. Антиох воспитывался в Азии и из-за этого получил своё прозвище.
Он был сыном царя Антиоха X Евсеба и Клеопатры Селены I, которая выступала в качестве регента при мальчике после смерти его отца. Мало того, что она не в состоянии была получить признание своих претензий на трон Египта, но она также потеряла контроль над большей частью Сирии
Через некоторое время Тигран завоевал Сирию, и Клеопатра отправилась в Рим просить помощи. Они были там в 75-73 годах до н.э, и мать пыталась добиться для своих сыновей престола Египта. После свержения Тиграна римлянами Антиох был восстановлен в чине царя по предложению Лукулла и правил небольшим царством из Антиохии.
После вторжения в Сирию арабских племен Антиох был убит в Эмесе, что дало повод Помпею обратить Сирию как страну, лишенную правителя, в римскую провинцию.